# Matúš Rusnák
Matúš Rusnák (* 19. prosinec 1999 Levice) je slovenský profesionální fotbalista, který hraje na pozici pravého obránce za český klub FC Baník Ostrava.

## Klubová kariéra
Odchovanec Trenčína přešel v roce 2020 do akademie slovenského klubu MŠK Žilina. 
Rusnák v dresu Žiliny odehrál 134 soutěžních utkání, v nichž si připsal 11 gólů a 16 asistencí. 
V lednu 2024 se stal posilou Baníku Ostrava, s šestým týmem prvoligové tabulky podepsal dlouhodobou smlouvu.

## Reprezentační kariéra
V roce 2023 byl poprvé nominován do slovenské reprezentace, do zápasu ale nezasáhl.